# John Milne (piłkarz)
John Milne (ur. ?, zm. ?) – angielski piłkarz, który występował na pozycji napastnika.
W latach 1888–1890 grał w Bolton Wanderers, klubie założycielskim Football League. W 1890 przeszedł do Ardwick, w którym rozegrał 18 meczów w Division Two i jeden w Pucharze Anglii, zdobywając trzy bramki.